# Хосе Делья Торре
Хосе Делья Торре (ісп. José Della Torre, нар. 23 березня 1906, Великий Буенос-Айрес — пом. 31 липня 1979, Ланус) — аргентинський футболіст, що грав на позиції захисника, згодом — футбольний тренер..
Виступав, зокрема, за клуб «Расинг» (Авельянеда), а також національну збірну Аргентини.

## Клубна кар'єра
У дорослому футболі дебютував 1923 року виступами за команду клубу з рідного району «Сан-Ісідро», в якій провів три сезони.
Своєю грою за цю команду привернув увагу представників тренерського штабу клубу «Расинг» (Авельянеда), до складу якого приєднався 1926 року. Відіграв за команду з Авельянеди наступні сім сезонів своєї ігрової кар'єри. Більшість часу, проведеного у складі «Расинга», був основним гравцем захисту команди. В цей час виступав у парі з іншим центральним захисником, Фернандо Патерностером, з яким до 1932 року виступав як у своєму клубі, так і у національній збірній. З 1931 по 1933 роки зіграв у футболці клубу 58 матчів.
Згодом з 1934 по 1936 рік грав у складі команд клубів «Америка» (Ріо-де-Жанейро) та «Феррокаріль Оесте». З 1935 по 1936 роки зіграв 40 матчів у складі «Феррокаріль Оесте».
У 1937 році виступав у клубі «Атланта». За цей час провів лише 2 поєдинки у першому дивізіоні аргентинського чемпіонату. Це були матчі проти «Бока Хуніорс» (4 квітня 1937 року) та «Рівер Плейт» (13 червня 1937 року). У обох поєдинках «Атланта» поступилася (1:2 та 0:4 відповідно). Завершив кар'єру у Мексиці.
Помер 31 липня 1979 року на 74-му році життя у місті Ланус.

## Виступи за збірну
Як гравець клубу «Расинг» (Авельянеда) разом зі національною збірною Аргентини взяв участь у фінальній частині чемпіонату світу 1930 року. Аргентина здобула титул віце-чемпіона, а Делья Торре став єдиним гравцем у складі своєї збірної, який зіграв у всіх п'яти матчах аргентинців на турнірі — проти Франції, Мексики, Чилі, США та Уругваю. 

## Кар'єра тренера
Після завершення кар'єри гравця почав займатися тренерською діяльністю, з 1942 по 1952 рік (з перервою) тренував «Сан-Ісідро». У 1958 році очолив тренерський штаб клубу «Расинг» (Авельянеда), з яким того ж року виграв аргентинський чемпіонат. У 1959 році тренував представника Прімери B, клуб «Платенсе» (Вісенте-Лопес). 
У 1959 році очолював збірну Аргентини. На чолі арегнтинців був учасником домашнього для них Чемпіонату Південної Америки 1959 року, здобувши того року титул континентального чемпіона.

## Титули і досягнення
- Віце-чемпіон світу: 1930